# Dinilysia patagonica
Dinilysia patagonica és una espècie de serp extinta de la família Dinilysiidae. És l'exemplar més antic de serps que es coneix, va evolucionar d'avantpassats dels llangardaixos fa uns 130 milions d'anys. Va viure en el Cretaci i les seves restes han estat descoberts a Àfrica del Sud.
Dinilysia no era verinosa i matava a les seves preses per estrangulació, com les boes i pitons dels nostres dies. Empassava les preses completes, algunes de bona grandària, a causa que els ossos de la mandíbula no estaven fixos.